# Peñaranda de Bracamonte (kommunhuvudort)
Peñaranda de Bracamonte är en kommunhuvudort i Spanien.   Den ligger i provinsen Provincia de Salamanca och regionen Kastilien och Leon, i den centrala delen av landet, 140 km väster om huvudstaden Madrid. Peñaranda de Bracamonte ligger 908 meter över havet och antalet invånare är 6 260.
Terrängen runt Peñaranda de Bracamonte är platt. Runt Peñaranda de Bracamonte är det mycket glesbefolkat, med 6 invånare per kvadratkilometer. Peñaranda de Bracamonte är det största samhället i trakten. Trakten runt Peñaranda de Bracamonte består till största delen av jordbruksmark.